# Corynoptera flammulinae
Corynoptera flammulinae är en tvåvingeart som beskrevs av Mitsuhiro Sasakawa 1983. Corynoptera flammulinae ingår i släktet Corynoptera och familjen sorgmyggor. Inga underarter finns listade i Catalogue of Life.